# Simonek Lídia
Simonek Lídia, Kakucsi Sándorné (Malomszeg, 1929. szeptember 9. – 2013. szeptember 1.) világbajnoki ezüstérmes válogatott magyar kézilabdázó, edző.

## Pályafutása

### Klubcsapatokban
1949 és 1959 között az MTK kézilabdázója volt. Nagy pályán két magyar bajnoki címet nyert a csapattal.

### A válogatottban
Nagypályán 1949 és 1957 között 13 alkalommal, kispályán hét alkalommal szerepelt a válogatottban. Nagypályán 1956-ban világbajnoki bronzérmes, kispályán 1957-ben világbajnoki ezüstérmes lett a csapattal.

### Edzőként, sportvezetőként
1966-ban edzői oklevelet szerzett. A Magyar Kézilabda Szövetség elnökségi tagja volt. Ebben a pozíciójában a magyar utánpótlás nevelés országos szakmai irányítója volt és edzőként is tevékenykedett.

## Sikerei, díjai
Nagypályán
- Világbajnokság
  - bronzérmes: 1956
- Magyar bajnokság
  - bajnok: 1955, 1958

Kispályán
- Világbajnokság
  - ezüstérmes: 1957